# Sivý vrch (geomorfologická část)
Sivý vrch je geomorfologická část Západních Tater.

## Vymezení
Nachází se v nejzápadnější části Západních Tater a dominuje mu rozsáhlý horský hřeben s stejnojmenným vrchem (1805 m n. m.). Jalovecká a Bobrovecká dolina se sedlem Pálenica oddělují Sivý vrch na východě od Liptovských Tater, severněji navazují Roháče, obě části Západních Tater. Na severu sousedí Zuberská brázda, podcelek Podtatranské brázdy, západním směrem leží Prosečné, patřící do Chočských vrchů. Jižním směrem navazuje Podtatranská kotlina a její části Chočské podhorie, Matiašovské háje a Smrečianska pahorkatina. 

## Vrcholy
- Sivý vrch (1805 m n. m.)
- Ostrá (1763 m n. m.)
- Velká kopa (1648 m n. m.)
- Malá kopa (1637 m n. m.)
- Babky (1566 m n. m.)

## Významné sedla
- Pálenica
- Priehyba
- Predúvratie [2]

## Ochrana přírody
Celý Sivý vrch je součástí Tatranského národního parku, z maloplošných chráněných území se zde nachází národní přírodní rezervace Mnich, Sivý vrch a Suchá dolina, jakož i přírodní rezervace Úplazíky. 

## Turismus
Tato část Tater patří mezi turisticky méně navštěvované, ale lákadlem jsou skalní soutěska a poloha na okraji pohoří s jedinečnými výhledy. Sivý vrch (1805 m n. m.) je nejzápadnějším vrchem v hlavním tatranském hřebenu, ačkoli jižním směrem pokračuje boční hřeben a značený chodník až na Babky (1566 m n. m.). Hřeben je přístupný z více směrů z okolních vesnic jak z Oravy, tak z Liptova. Mezi Malou kopou a Mnichom se nachází Chata pod Náružím. 